# حمله به پسران پین‌آپ
حمله به پسران پین‌آپ (انگلیسی: Attack on the Pin-Up Boys) یک فیلم کمدی معمایی دبیرستانی محصول سال ۲۰۰۷ کره جنوبی و نخستین فیلمی است که توسط اس‌ام پیکچرز، شرکت تابعهٔ اس‌ام انترتینمنت تولید شده است. این نخستین تجربه کارگردانی فیلم بلند لی کوان است. در این فیلم، اعضای گروه پسرانه سوپر جونیور ایفای نقش کردند به جز چو کیو هیون که پس از یک تصادف رانندگی در ۱۹ آوریل ۲۰۰۷ مجروح شده و مشغول گذراندن دوره بهبودی خود بود.
این فیلم نخستین بار در ۱۶ ژوئیه ۲۰۰۷ در مگاباکس شین‌چون در سئول به نمایش درآمد و سپس در ۲۶ ژوئیه ۲۰۰۷ در سینماهای کره جنوبی اکران شد. این فیلم در مراسم جوایز کوریا مووی استار هفت نامزدی جایزه دریافت کرد.